# 4. Feldartillerie-Brigade Nr. 40
Die 4. Feldartillerie-Brigade Nr. 40, während des Ersten Weltkriegs auch als 4. (Königlich Sächsische) Feldartillerie-Brigade Nr. 40 bezeichnet, war ein Großverband der Sächsischen Armee.

## Geschichte
Die Brigade wurde zum 13. September 1899 in Riesa aufgestellt und gehörte zur 4. Division Nr. 40 des XIX. (II. Königlich Sächsisches) Armee-Korps. Ihr waren das 3., 6. und 7. Feldartillerie-Regiment Nr. 77 sowie das 2. Train-Bataillon Nr. 19 unterstellt.
Mit Wirkung zum 1. Oktober 1901 schieden das 7. Feldartillerie-Regiment Nr. 77 und das 2. Train-Bataillon Nr. 19 aus dem Brigadeverband und wurde der neuformierten 2. Feldartillerie-Brigade Nr. 24 unterstellt.
Zu Beginn des Ersten Weltkriegs machte die Brigade mit den unterstellten Truppenteilen mobil, rückte in das neutrale Belgien ein und nahm an den Kämpfen um Hastière teil. Daran schlossen sich Kämpfe an der Maas und Aisne an, die in der Schlacht an der Marne mündete. Nach dem deutschen Rückzug lag die Brigade in Stellungskämpfen in der Champagne und Flandern. Anfang Oktober schied das 6. Artillerie-Regiment Nr. 68 während der Schlacht an der Somme aus dem Brigadeverband.
Gemäß Verfügung des Preußischen Kriegsministeriums vom 16. Februar 1917 und des Sächsischen Kriegsministeriums vom 25. Februar 1917 wurde aus dem bisherigen Brigadestab der Artilleriekommandeur Nr. 40 gebildet, dem weiterhin das 3. Feldartillerie-Regiment Nr. 32 unterstellt war. Nach Kriegsende wurde das Kommando über die Abwicklungsstelle des 6. Feldartillerie-Regiment Nr. 68 im Januar 1919 schließlich aufgelöst.

## Kommandeure
| Dienstgrad                   | Name               | Datum                                                              |
| ---------------------------- | ------------------ | ------------------------------------------------------------------ |
| Generalmajor                 | Hans von Kirchbach | 13. September 1899 bis 22. März 1901                               |
| Oberst                       | Hans Gäde          | 23. März bis 23. Mai 1901                                          |
| Oberst                       | Benno Haase        | 02. Juni bis 19. September 1901 (mit der Führung beauftragt)       |
| Oberst                       | Paul von Seydlitz  | 20. September 1901 bis 2. August 1903 (mit der Führung beauftragt) |
| Oberst/Generalmajor          | Paul von Seydlitz  | 03. August 1903 bis 18. August 1907                                |
| Generalmajor/Generalleutnant | Franz Hilgendorff  | 19. August 1907 bis 22. September 1911                             |
| Oberst                       | Alfred Devrient    | 23. September 1911 bis 21. Mai 1913 (mit der Führung beauftragt)   |
| Oberst/Generalmajor          | Alfred Devrient    | 22. Mai 1913 bis 1915                                              |
|                              | Otto Nieper        | 1915 bis 12. September 1916                                        |
| Generalmajor                 | Alfred Kaden       | 13. September 1916 bis 18. Dezember 1918                           |